# Zborovská pamětní medaile
Zborovská pamětní medaile je pamětní medaile zřízená 13. května 1947 jako připomínka třicátého výročí bitvy u Zborova (červenec 1917).

## Ocenění

### Významní nositelé
- Edvard Beneš
- Bohumil Boček
- Mikuláš Antonín Číla
- Josef Alexej Eisenberger
- Josef Fanta
- Antonín Hasal
- Otakar Husák
- Adolf Hůlka
- Sergěj Ingr
- Karel Jahelka
- Karel Janoušek
- Karel Klapálek
- Jan Kratochvíl
- Karel Kutlvašr
- František Kynych
- Bohumil Matoušek
- Matěj Němec
- Čeněk Slezák
- Ludvík Svoboda
- Václav Šidlík
- Klement Gottwald
- Zdeněk Fierlinger

### Nositelé in memoriam
- Vladimír Haering
- Jaroslav Untermüller
- Karel Vašátko
- Václav Šára
- Vojtěch Luža
- Tomáš Garrigue Masaryk
- Milan Rastislav Štefánik

### Kolektivní nositelé
- 1. československý střelecký pluk „Mistra Jana Husi“
- 2. československý střelecký pluk „Jiřího z Poděbrad“
- 3. československý střelecký pluk „Jana Žižky z Trocnova“